# DNA²
《DNA²》是日本漫畫家桂正和創作的日本漫畫作品。於集英社漫畫雜誌《週刊少年Jump》1993年36・37合併號連載至1994年29號，單行本全5冊。
另有電視動畫與OVA作品。電視動畫版在台灣是由首華卡通頻道首播，中文片名是《再造基因》，但是是未經授權的B拷版，故每集片頭與片尾的「製作協力：Bandai Visual、Movic」與「製作：BaoHouse」均被覆蓋。
原作和動畫的故事順序與結局並不同。

## 故事大綱
63年後的未來世界，由於人口過多，法律規定生2個以上的小孩者處死刑。在這樣的時代裡，被稱為「超級花花公子」（メガプレイボーイ）的男人擁有100個小孩，而且其DNA被繼承下來。未來世界政府知道超級花花公子的存在時，他已經死了。
未來世界政府的環境廳及時間管理局委託「DNA操作者」葵華林（此為台版譯名，港版譯為葵加玲）帶一支手槍來到現代，企圖改變這個男人的DNA，報酬為100億元；然而這個男人桃生純太，是個不受女性青睞、不可靠、離超級花花公子十萬八千里的人。華林的直屬長官橫森，以未來世界的通訊技術指示華林。華林本來應該是依照預定計畫達成任務，卻弄錯DCM（改變DNA的藥，全名「DNA Control Medicine」）子彈射向純太，使得純太體內產生超能力基因，純太開始出現覺醒為超級花花公子的徵兆。
華林最初認為，她誤拿自己偷偷製造的「和我相配的DCM」子彈，使純太體內產生超能力基因。環境廳的森是超能力者，他在未來世界謀害橫森，又來到現代謀害華林。森向華林證實，他把正確的DCM子彈換成賦予超能力的DCM子彈，意圖使純太覺醒為超級花花公子之後的100個小孩都變成「精神戰士」（サイキックソルジャー），讓精神戰士大興戰亂以快速減少人口。純太的女兒川崎嚕啦啦跟著森從未來世界來到現代幫助森，一來誘使純太的超能力基因徹底取代純太，二來謀害華林。純太以自己的力量成功永久封印超能力基因，嚕啦啦隨之自然消亡。華林被森逼得走投無路時，橫森跟著未來世界政府的警視廳來到現代圍捕森；森拒捕，以華林的手槍朝自己的太陽穴開槍，當場死亡（手槍為嚕啦啦完全消失前使用超能力偷來，原本期待森能替她的消失報仇）。華林向橫森表示，無意繼續接受未來世界政府委託擔任DNA操作者。華林消除了純太有關她的記憶，與橫森返回未來世界。

## 登場人物
桃生純太（Momonari Junta）
配音：難波圭一（日本）；待查詢（香港）
。
葵華林（Aoi Karin）
配音：富永美衣奈（日本）；劉惠雲（香港）
。
栗原亞美（Kurimoto Ami）
配音：笠原弘子（日本）；待查詢（香港）
。
佐伯倫子（Saeki Tomoko）
配音：林原惠（日本）；張雪儀（香港）
。
高梨琴美（Takanashi Kotomi）
配音：椎名碧流（日本）；莊巧兒（香港）
。
菅下龍二（Sugashita Ryūji）
配音：子安武人（日本）；待查詢（香港）
。
染屋垣麿（Someya Kakimaro）
配音：岩田光央（日本）；待查詢（香港）
。
市川一期（Ichikawa Ichigo）
配音：菊池英博（日本）；待查詢（香港）
。
阿春（Oharu）
配音：山田榮子（日本）；待查詢（香港）
。
橫森（Yokomori）
配音：大林隆之介（日本）；待查詢（香港）
。
森（Mori）
配音：筈見純（日本）；待查詢（香港）
。
栗本三郎（Kurimoto Sanro）
配音：峰惠研（日本）；待查詢（香港）
。
桃生千代（Momonari Chiyo）
配音：丸山裕子（日本）；待查詢（香港）
。
川崎嚕啦啦（Kawasaki Rurara）
配音：玉川紗己子（日本）；待查詢（香港）
。
岩崎魔子（Iwasaki Mako）
漫畫版限定角色。
岩崎魔人（Iwasaki Mato）
漫畫版限定角色。

## 出版書籍
單行本
| 冊數 | 集英社        | 集英社             | 東立出版社     | 東立出版社         |
| 冊數 | 發售日期      | ISBN               | 發售日期       | ISBN               |
| ---- | ------------- | ------------------ | -------------- | ------------------ |
| 1    | 1993年12月2日 | ISBN 4-08-871756-2 | 1994年1月30日  | ISBN 957-34-1304-3 |
| 2    | 1994年4月4日  | ISBN 4-08-871757-0 | 1994年6月20日  | ISBN 957-34-1887-8 |
| 3    | 1994年7月4日  | ISBN 4-08-871758-9 | 1994年10月20日 | ISBN 957-34-1888-6 |
| 4    | 1994年10月4日 | ISBN 4-08-871759-7 | 1995年2月20日  | ISBN 957-34-1889-4 |
| 5    | 1995年2月3日  | ISBN 4-08-871760-0 | 1995年5月20日  | ISBN 957-34-1890-8 |

文庫版
| 冊數 | 集英社         | 集英社                 |
| 冊數 | 發售日期       | ISBN                   |
| ---- | -------------- | ---------------------- |
| 1    | 2012年10月18日 | ISBN 978-4-08-619386-3 |
| 2    | 2012年11月16日 | ISBN 978-4-08-619387-0 |
| 3    | 2012年11月16日 | ISBN 978-4-08-619388-7 |

## 動畫
1994年10月7日至12月23日在日本電視台播出電視動畫，全12話。動畫由MADHOUSE、STUDIO DEEN共同製作。
1995年由萬代影視發行全3話的OVA，內容為動畫版追加的原創故事。VHS&LD全5卷。本作品主角桃生純太在動畫版不一樣的設定是沒有超能力。
2013年於動畫版誕生20週年紀念活動中宣布首次DVD&BD化，2014年1月29日發行。

### 製作人員
- 企劃：武井英彥（日语：武井英彦）、落合茂一
- 劇本統籌：浦達彥
- 人物設定：高橋久美子
- 機械設定：小池健
- 美術監督：海野
- 色彩設計：秋山久美、三笠修
- 攝影監督：野雅英、山口仁
- 音樂：高野
- 錄音監督：斯波重治（日语：斯波重治）
- 製作人：前田伸一郎、岡田洋、長谷川洋、丸山正雄
- 動畫製作：MADHOUSE、STUDIO DEEN
- 導演：田純一
- 企劃製作：日本電視台
- 製作：BaoHouse
- 協力製作：萬代影視、Movic（日语：ムービック）

### 主題歌
片頭曲「Blurry Eyes」
作詞：hyde，作曲：tetsu，編曲、主唱：L'Arc～en～Ciel
片尾曲「Single Bed」
作詞：淳君，作曲：畠，編曲：鳥山雄司、射亂Q，主唱：射亂Q

### 各話標題
| 話數     | 日文標題 | 中文標題               | 劇本、構成 | 分鏡            | 演出       | 作畫監督   | 首播日期       |
| 電視動畫 | 電視動畫 | 電視動畫               | 電視動畫   | 電視動畫        | 電視動畫   | 電視動畫   | 電視動畫       |
| -------- | -------- | ---------------------- | ---------- | --------------- | ---------- | ---------- | -------------- |
| 1        |          | 來自未來的少女 華林    | 浦達彥     | 福富博          | 上田茂     | 北尾勝     | 1994年 10月7日 |
| 2        |          | 超級花花公子誕生！純太 | 浦達彥     | 菊池一仁        | 栗本宏志   | 井上榮作   | 10月14日       |
| 3        |          | 祭典的夜晚 亞美        | 浦達彥     | 小寺勝之        | 田中洋之   | 君塚勝教   | 10月21日       |
| 4        |          | 項鍊送給誰？倫子       | 浦達彥     | 庫德博          | 西本由紀夫 | 敷島博英   | 10月28日       |
| 5        |          | 跟誰都無法說！琴美     | 浦達彥     | 加瀨充子        | 阿宮正和   | 坂元大二郎   | 11月4日        |
| 6        |          | 純太對琴美做了什麼？   | 浦達彥     | 山內重保        | 牧野滋人   | 長野伸明   | 11月11日       |
| 7        |          | 我想給你我的一切！     | 浦達彥     | 小寺勝之        | 野間吐晶   | 橫田守     | 11月18日       |
| 8        |          | 你一直在我身邊         | 浦達彥     | 山田徹          | 栗本宏志   | 井上榮作   | 11月25日       |
| 9        |          | 這個子彈射向龍二胸口   | 浦達彥     | 神戶守 小高義規 | 小高義規   | 古賀誠     | 12月2日        |
| 10       |          | 危險龍二的危險能力     | 浦達彥     | 庫德博          | 西本由紀夫 | 敷島博英   | 12月9日        |
| 11       |          | 不能變成超級花花公子!! | 浦達彥     | 山內重保        | 牧野滋人   | 長野伸明   | 12月16日       |
| 12       |          | 拜拜，超級花花公子     | 浦達彥     | 林秀夫          | 小寺勝之   | 高橋久美子 | 12月23日       |
| OVA      |          |                        |            |                 |            |            |                |
| 1        |          | 另一個時光機器         | 浦達彥     | 小寺勝之        | 田中洋之   | 君塚勝教   | 不適用         |
| 2        |          | 100年後的遺忘物品      | 浦達彥     | 加瀨充子        | 小高義規   | 長森佳容   | 不適用         |
| 3        |          | 我不會忘記妳           | 浦達彥     | 阿部司          | 田純一     | 君塚勝教   | 不適用         |